# (4841) Manjiro
(4841) Manjiro est un astéroïde de la ceinture principale.

## Description
(4841) Manjiro est un astéroïde de la ceinture principale. Il fut découvert le 28 octobre 1989 à Geisei par Tsutomu Seki. Il présente une orbite caractérisée par un demi-grand axe de 2,31 UA, une excentricité de 0,10 et une inclinaison de 3,9° par rapport à l'écliptique.

## Compléments